# Православна епископска конференција Немачке
Православна епископска конференција Немачке окупља православне епископе Цариградске, Антиохијске, Руске, Српске, Румунске, Бугарске и Грузијске патријаршије, православних епархија на територији Немачке.
Основана је 27. фебруара 2010. године. Ово оснивање у складу је са одлукама Четврте предсаборске свеправославне конференције одржане 2009. у Шамбезију у Швајцарској. Аналогне епископске конференције основане су исте године у Аустрији и Швајцарској.
Православна епископска конференција Немачке обухвата око 1,5 милиона православних хришћана који живе у Савезној Републици Немачкој. Председник Конференције је, у складу са поретком диптиха, представник Васељенске патријаршије, митрополит немачки Августинос (Лабардакис).
Друга седница Православне епископске конференције Немачке одржана је 9. маја у Бад Емсу. Том приликом Архимандрит Имануил (Сфиаткос) из Васељенске патријаршије и јереј Радомир Колунџић, парох Српске православне цркве у Берлину, именовани су за прве представнике Православне епископске конференције Немачке при седишту Немачке Владе и Парламента (Бундестага).